# Quatre dones, un marit
Quatre dones, un marit és un documental del 2007 coproduït internacionalment i dirigit per Nahid Persson. La pel·lícula representa la família Mohammadi formada per en Heda, les seves quatre dones i vint fills. Viuen una vida complicada on les dones competeixen els desitjos de l'home mentre se senten decebudes per ell. En la producció, hi participen companyies de Suècia, Estats Units, Dinamarca, Noruega, Austràlia, Països Baixos, Finlàndia, Bèlgica, Irlanda, Islàndia i Estònia. S'ha doblat al català.